# Kirchu
Kirchu fou un país i un poble esmentat a les inscripcions assíries. Estava al costat d'Ullubu o Ulliba que era un territori a les fonts del Batman, moderna regió de Sassun. Segurament estava situada a l'est de Sassun. Salmanassar I a la meitat del segle xiii aC va fer una expedició al país dels kirchu (la seva tretzena expedició) on la ciutat d'Isi fou saquejada. El 739 aC Teglatfalassar III va fer una expedició a Ullubu i a Kurchi o Kilkhi, que havien caigut en mans d'Urartu, però d'aquesta campanya no se'n coneixen detalls (una part de la inscripció està damnada). Els dos districtes foren ocupats i no foren saquejats com habitualment sinó restaurats com a territori assiri amb un governador amb seu a una ciutat fundada per l'ocasió a Ullubu amb el nom d'Asshur-iqisha. El 736 aC el rei assiri va tornar a Ullubu i a Kirchu.